# Биньцзян
Биньцзя́н (кит. упр. 滨江, пиньинь Bīnjiāng) — район городского подчинения города субпровинциального значения Ханчжоу провинции Чжэцзян (КНР).

## История
В 1990 году была создана Зона интенсивного промышленного развития Гаосинь (高新技术产业开发区), коротко называемая «зона Гаосинь» (高新区).
В мае 1996 года три посёлка из состава городского уезда Сяошань были переданы в состав района Сиху. После некоторых уточнений (в мае-июне были внесены мелкие уточнения относительно границ передаваемого участие) было принято официальное постановление о том, что с 1 января 1997 года на этих землях образуется новый район под названием Биньцзян.
С 2003 года зона Гаосинь и район Биньцзян были объединены в единый район Биньцзян; посёлки при этом были преобразованы в уличные комитеты.

## Административное деление
Район делится на 3 уличных комитета.